# Kuşçular, Vezirköprü
Kuşcular là một xã thuộc huyện Vezirköprü, tỉnh Samsun, Thổ Nhĩ Kỳ. Dân số thời điểm năm 2010 là 443 người.